# Гінка Назар Петрович
Наза́р Петро́вич Гі́нка —1988 року народження. Освіта вища військова — у 2010 році закінчив Харківську Академію ВВ МВС України, після чого був направлений проходити службу до військової частини 3002 у місто Львів. В 2011 році був переведений до РРСП ЗАХІДНОГО ТРК ВВ МВС. На сьогоднішній день носить військове звання підполковник МВС України. Заступник командира загону спеціального призначення НГУ, Західне територіальне управління Національної гвардії України.

## Нагороди
За особисту мужність і героїзм, виявлені у захисті державного суверенітету та територіальної цілісності України, вірність військовій присязі під час бойових дій та при виконанні службових обов'язків, відзначений —
- 13 серпня 2015 року —

нагороджений орденом За мужність III ступеня.